# 공과대학
공과대학(工科大學; College of Engineering, School of Engineering)은 공학과 관련된 학문을 연구하는 종합대학교의 산하 단과대학이다. 공학과 관련한 학위를 부여하며, 교육 외에도 산업체나 연구소와 연계한 연구 및 개발을 하고 있다. 공과대학을 가리키는 영문명은 국가마다 혹은 대학마다 각기 다를 수 있으며 대한민국에서는 단과대학에는 공과대학이라는 명칭을 주로 사용한다.

## 공과대학
- 서울대학교 공과대학 / 서울특별시
- 연세대학교 신촌캠퍼스 공과대학 / 서울특별시
- 고려대학교 안암캠퍼스 공과대학 / 서울특별시
- 한양대학교 서울캠퍼스 공과대학 / 서울특별시
- 서울과학기술대학교 공과대학 / 서울특별시
- 이화여자대학교 엘텍공과대학 / 서울특별시
- 인하대학교 공과대학 / 인천광역시
- 인천대학교 송도캠퍼스 공과대학 / 인천광역시
- 부산대학교 장전캠퍼스 공과대학 / 부산광역시
- 한양대학교 ERICA캠퍼스 공학대학 / 경기도 안산시
- 수원대학교 공과대학 / 경기도
- 부경대학교 대연캠퍼스 공과대학 / 부산광역시
- 한국해양대학교 공과대학 / 부산광역시
- 동아대학교 승학캠퍼스 공과대학교 / 부산광역시
- 울산대학교 공과대학 / 울산광역시
- 경상대학교 가좌캠퍼스 공과대학 / 경상남도 진주시
- 창원대학교 공과대학 / 경상남도 창원시
- 경북대학교 대구캠퍼스 공과대학 / 대구광역시
- 금오공과대학교 공과대학 / 경상북도 구미시
- 안동대학교 공과대학 / 경상북도 안동시
- 영남대학교 공과대학 / 경상북도 경산시
- 대구대학교 공과대학 / 경상북도 경산시
- 계명대학교 공과대학 / 대구광역시
- 전남대학교 광주캠퍼스 공과대학 / 광주광역시
- 순천대학교 공과대학 / 전라남도 순천시
- 목포대학교 공과대학 / 전라남도 무안군
- 목포해양대학교 해양공과대학 / 전라남도 목포시
- 조선대학교 공과대학 / 광주광역시
- 전북대학교 전주캠퍼스 공과대학 / 전북특별자치도 전주시
- 군산대학교 군산캠퍼스 공과대학 / 전북특별자치도 군산시
- 원광대학교 창의공과대학 / 전북특별자치도 익산시
- 충남대학교 공과대학 / 대전광역시
- 한밭대학교 공과대학 / 대전광역시
- 공주대학교 공과대학 / 충청남도 천안시
- 상명대학교 공과대학 / 충청남도 천안시
- 한남대학교 공과대학 / 대전광역시
- 충북대학교 공과대학 / 충청북도 청주시
- 한국교통대학교 충주캠퍼스 공과대학 / 충청북도 충주시
- 강원대학교 춘천캠퍼스 공과대학 / 강원특별자치도 춘천시
- 강릉원주대학교 강릉캠퍼스 공과대학 / 강원특별자치도 강릉시
- 한림대학교 공과대학 / 강원특별자치도 춘천시
- 제주대학교 공과대학 / 제주특별자치도 제주시

## 전공
- 항공우주공학과
- 조선해양공학과
- 선박해양공학과
- 기계공학과
- 자동차공학과
- 기계설계공학과
- 냉동공조공학과
- 메카트로닉스학
- 로봇공학과
- 화학공학과
- 고분자공학과
- 신소재공학과
- 유기응용재료공학과
- 재료공학과
- 생명공학과
- 생물공학과
- 화공생명공학과
- 화공생물공학과
- 재료화학공학과
- 화학공학/고분자공학부
- 신소재화학공학부
- 컴퓨터공학과
- 소프트웨어공학과
- 소프트웨어학과
- 정보통신공학과
- 정보보호학과
- 해킹보안학과
- 전자공학과
- 전기공학과
- 전자전기공학과
- 전기전자공학
- 건축공학과
- 건축학과 (5년제)
- 도시공학과
- 토목공학과
- 실내건축학과
- 에너지자원공학과
- 환경에너지공학
- 원자력공학과
- 자원환경공학과
- 환경공학과
- 산업공학과
- 안전공학과
- 산업안전공학과
- 산업경영공학과
- 의공학과

## 공학교육인증
공학교육인증(ABEEK)을 이수하려면 사전에 선발 전형에 지원하여 합격하여야만 선택 가능하다. 이수 요건 109학점(MSC30+전공60(설계18이상)+전문교양19)을 만족하고, 졸업시 졸업예정자 학습성과평가를 응시하여 통과한 후, 이어서 전공 교과에 대한 포트폴리오를 제출하여 전체 통과된 이후 ABEEK으로 졸업이 가능하다. 따라서 타과생들로서는 일반적인 캠퍼스 복수전공으로는 들을 수 없으며, 졸업예정자 복수전공으로만 이수 가능하다.

## 같이 보기
- 단과대학과 종합대학
- 사범대학
- 의과대학